# 매가오리아목
매가오리아목(Myliobatoidei)은 매가오리목에 속하는 연골어류 아목 중의 하나이다. 영어로는 "스팅레이(Stingray)"라고 부른다.
상어와 근연 관계에 있으며, 8개 과로 이루어져 있다. 대부분의 종이 꼬리에 가시 돌기를 갖고 있으며, 이를 자기 방어용으로 사용한다. 가시 돌기는 약 35cm에 달하기도 하며, 돌기 아래에 독 분비선을 가진 2개의 홈을 갖고 있다. 피부는 얇은 외피로 덮혀 있으며, 독은 이곳에 집중되어 있다. 쥐가오리류와 우로김누스속(Urogymnus)의 가오리류와 같은 일부 종들은 가시 돌기가 없다. 주로 전세계의 열대와 아열대 수역의 연안에서 발견된다.

## 하위 분류
아래는 조셉 넬슨(Joseph S. Nelson)과 윌리엄 화이트(William T. White)의 연구 결과를 종합한 매가오리아목의 계통도이다.
- 헥사트리곤상과 (Hexatrygonoidea)
  - 헥사트리곤과 (Hexatrygonidae)
- 흰가오리상과 (Urolophoidea)
  - 흰가오리과 (Urolophidae)
  - 긴꼬리흰가오리과 (Plesiobatidae)
- 우로트리곤상과 (Urotrygonoidea)
  - 우로트리곤과 (Urotrygonidae)
- 색가오리상과 (Dasyatoidea)
  - 색가오리과 (Dasyatidae)
  - 민물가오리과, 강가오리과 또는 담수가오리과 (Potamotrygonidae)
  - 나비가오리과 (Gymnuridae)
  - 매가오리과 (Myliobatidae)
  - 리놉테라과 (Rhinopteridae)[6]
  - 쥐가오리과 (Mobulidae)[6]
  - 얼룩매가오리과 (Aetobatidae)[7]

## 사진

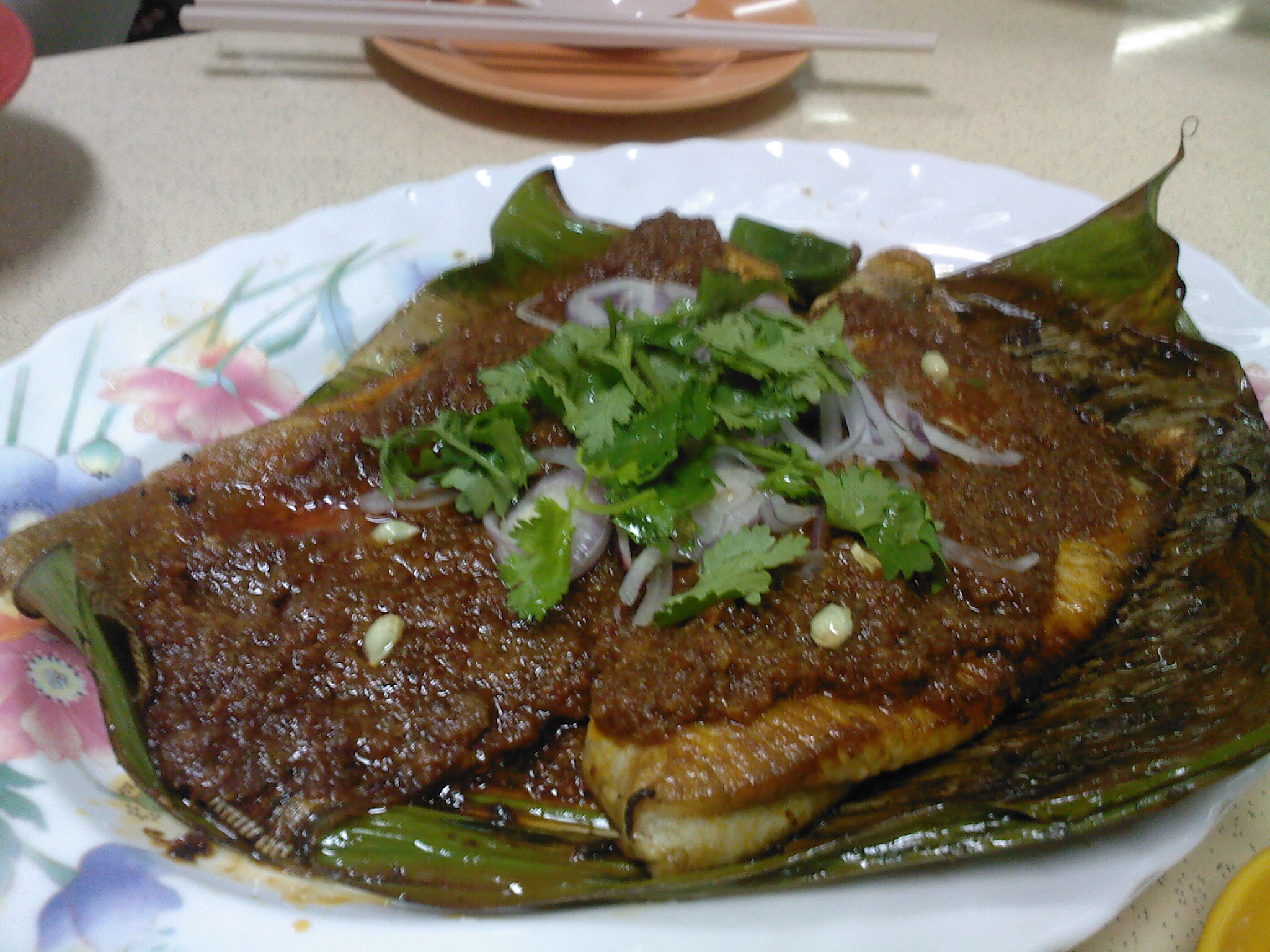
싱가포르와 말레이시아의 바비큐 가오리 요리
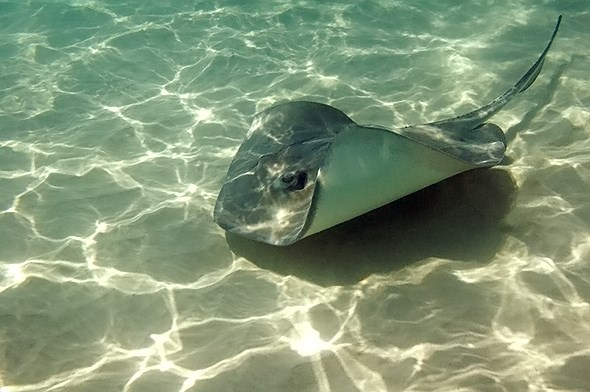
그랜드 케이먼의 노랑가오리 시티(Stingray City)
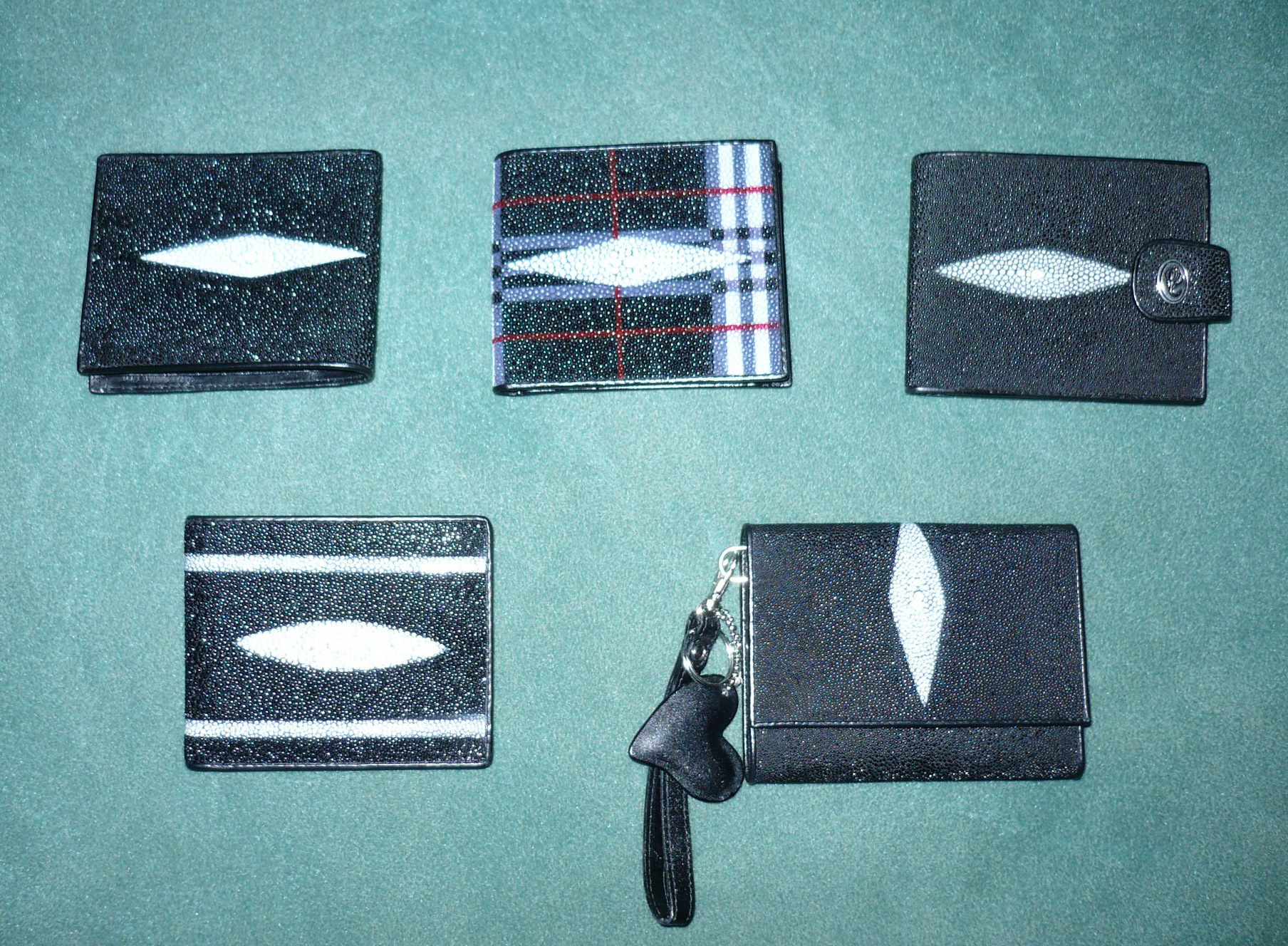
가오리로 만든 지갑
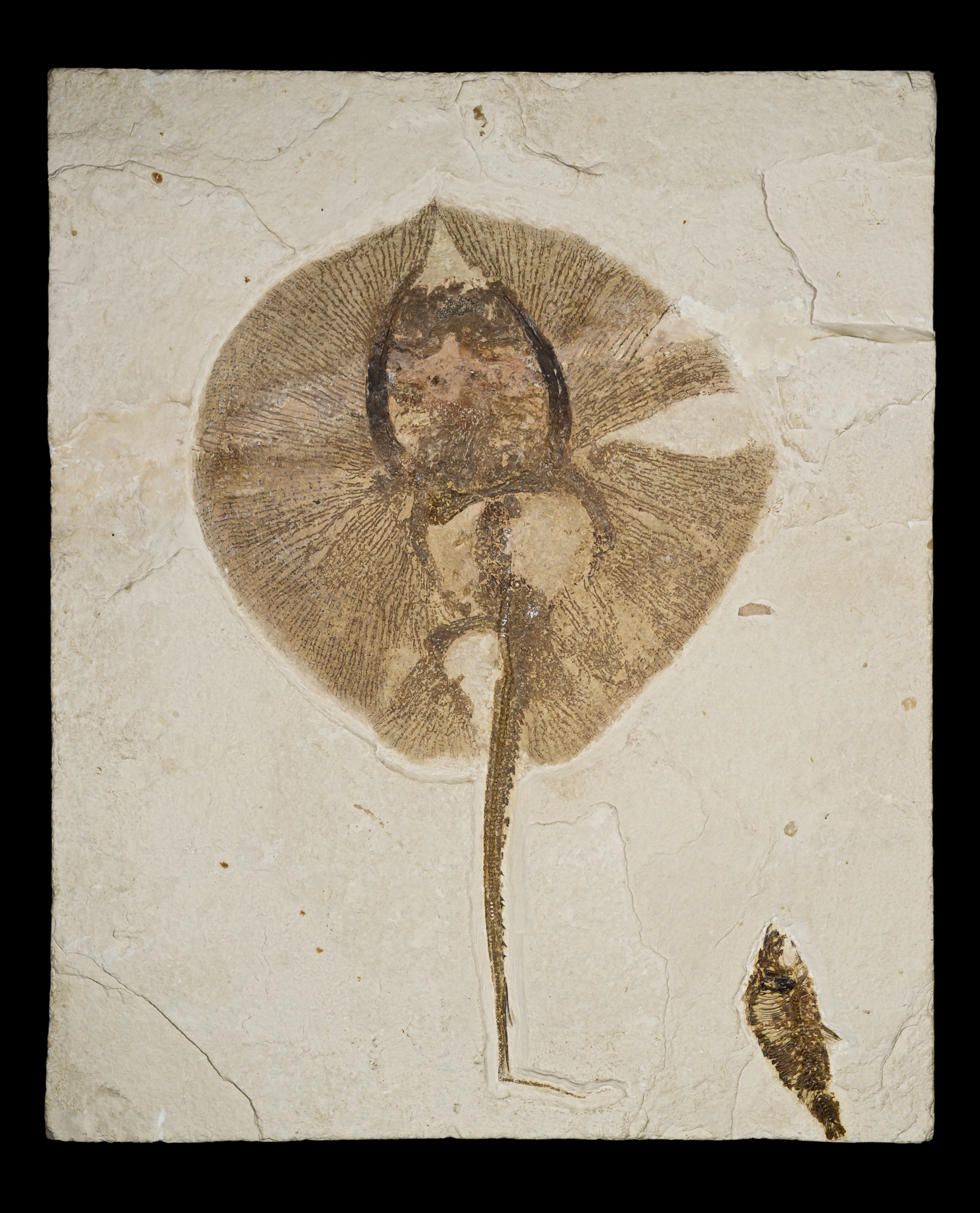
에오세 초기에 멸종된 가오리 Heliobatis radians
- 얕은 물 속의 노랑가오리